# さいたま赤十字看護専門学校
さいたま赤十字看護専門学校 （さいたませきじゅうじかんごせんもんがっこう）は、埼玉県さいたま市中央区にあった私立の専修学校である。運営母体は、日本赤十字社。昭和12年に勃発した日中戦争（支那事変）や第二次世界大戦中の急激な救護看護婦増員の必要性に伴い、一時期「甲種看護婦（高等女学校卒3ヵ年修業）」・「乙種看護婦（高等小学校卒2ヵ年）」・「臨時看護婦（看護婦免許既得者に3ヶ月の教育）」の養成を行っていた時期があった。2019年に日本赤十字学園が運営する日本赤十字看護大学の新学部・さいたま看護学部の校舎となる大宮キャンパスを当校の敷地に設置したことに伴い2020年3月6日に廃校した。

## 沿革
- 1935年（昭和10年）11月25日  - 日本赤十字社埼玉支部療院 附属看護婦講習所として設置認可。
- 1936年（昭和11年）4月10日  - 附属看護婦講習所での養成開始。（1期生入学）
- 1938年（昭和13年）4月30日 - 内務省令第9号看護婦規則第12条による看護婦養成所に指定。
- 1942年（昭和18年）8月1日 - 臨時救護看護婦の養成を開始。
- 1945年（昭和20年）8月 - 臨時救護看護婦の養成を廃止。
- 1946年（昭和21年）1月23日 - 甲種看護婦養成所として認可。
- 1946年（昭和21年）4月 - 与野赤十字病院附属看護婦養成所と改称。
- 1947年（昭和22年）1月 - 大宮赤十字病院附属看護婦養成所と改称。
- 1947年（昭和22年）2月3日 - 日本赤十字社千葉支部から甲種救護看護婦養成の受託。
- 1947年（昭和22年）3月15日 - 文部大臣より養護教員養成所に指定。
- 1948年（昭和23年）4月1日 - 保健婦助産婦看護婦法施行に伴い、大宮赤十字看護学院と改称。
- 1950年（昭和25年）3月25日 - 厚生大臣より甲種看護婦養成所に再指定。
- 1951年（昭和26年）5月31日 - 大宮赤十字高等看護学院と改称。（保健婦助産婦看護婦法に基づく養成施設として指定）
- 1954年（昭和29年）10月5日 - 各種学校として認可。（埼指第444号）
- 1976年（昭和51年）3月31日 - 学校教育法第82条の8に基づく医療専門課程を設置する専修学校として認可。（指令学事第981号）
- 1976年（昭和51年）4月1日 - 大宮赤十字看護専門学校と改称。
- 1977年（昭和52年）3月31日 - 日本赤十字社・千葉県支部からの（甲種）救護看護婦養成受託の終了。
- 1982年（昭和57年）4月 - 埼玉県看護婦養成の受託。
- 1994年（平成6年）4月 - 埼玉県看護婦養成の終了。
- 1995年（平成7年）専門士の称号が付与できる専修学校の専門課程として認可。
- 2003年（平成15年）4月 - さいたま赤十字看護専門学校と改称。
- 2007年（平成19年）4月 - 県外看護師養成の受託開始。
- 2018年（平成30年）4月 - 日本赤十字看護大学さいたま看護学部（大宮キャンパス）へ移行するため、新入生募集を停止。
- 2020年（令和2年）3月6日に最期の卒業生となる第70回生の卒業式を挙行。閉校記念式典を15日に開催する予定であったが、新型コロナウイルス感染症の情勢を鑑み中止となり、卒業式をもって事実上の閉校となる。

## 学科
- 専門課程 看護学科 3年課程

## 取得することができた資格・免許状

### 看護学科
- 看護師 国家試験受験資格
- 保健師・助産師の養成機関受験資格
- 養護教諭免許一種の養成機関（看護系）受験資格
- 専門士（医療専門課程）の称号[1]
- 四年制大学編入学受験資格

## 交通アクセス
- 大宮駅東口から
  - 西武バス・4番乗場、大宮駅西口行き乗車、バス停「上落合七丁目」下車、徒歩約1分程度となっていた。
- さいたま新都心駅から、徒歩約20分程度となっていた。
- 北与野駅から、徒歩約15分程度となっていた。